# Emma Fredh
Emma Fredh, född den 14 april 1990, är en svensk roddare som vann guld i singelsculler lättvikt vid Europamästerskapen i rodd 2017.